# Söderby (Estonia)
Söderby – wieś w Estonii, w prowincji Lääne, w gminie Vormsi. W latach 1977–1997 miejscowość nosiła nazwę Söderbi. W roku 2011 miejscowość liczyła mieszkańców 2.